# Xã Honey Creek, Quận Howard, Indiana
Xã Honey Creek (tiếng Anh: Honey Creek Township) là một xã thuộc quận Howard, tiểu bang Indiana, Hoa Kỳ. Năm 2010, dân số của xã này là 2.109 người.